# Oznaki Waddella
Oznaki Waddella – opisane w 1980, służyły do wskazania lekarzowi na możliwe nieorganiczne (psychogenne) pochodzenie bólów odcinka lędźwiowego kręgosłupa ("bóle w krzyżach"). Badanie w kierunku obecności oznak Waddella było stosowane do identyfikacji pacjentów symulujących takie bóle, stanowiąc klasyczny już dzisiaj element oceny przy podejrzeniu symulacji.
Oznaki Waddella (na podstawie oryginalnej pracy z 1980 roku) obejmują pięć kategorii:
1. Tkliwość uciskowa  – oznaki: tkliwość skóry na lekki nacisk; nieanatomiczna, niezlokalizowana w jednym obszarze tkliwość uciskowa.
2. Symulacja (pozorowanie) – oznaki: osiowe obciążenie czaszki wywołuje ból w dolnym odcinku kręgosłupa; obrót ramion i miednicy w tej samej płaszczyźnie wywołuje ból.
3. Dystrakcja – oznaki: różnica między uniesieniem wyprostowanej kończyny dolnej w pozycji na wznak i siedzącej.
4. Objawy miejscowe – oznaki: osłabienie licznych grup mięśni; utrata czucia zlokalizowana w "obszarze skarpetek i rękawiczek".
5. Przesadna reakcja – oznaki: nieproporcjonalna reakcja mimiczna lub werbalna.

Obecność trzech z wymienionych pięciu kategorii wskazuje na możliwość występowania bólu bez podłoża organicznego, jednak nie oznacza pewności symulacji (w piśmiennictwie medycznym opisywano nadinterpretowanie oznak Waddella).